# Pierre Tribié
Pierre Tribié est un syndicaliste français

## Biographie
Né le 3 juillet 1910 à Puteaux (Seine), il devient tour à tour auxiliaire de perception (1926) .  ,  inspecteur du trésor (1945), receveur-percepteur des finances (1968), trésorier principal des finances (1971) puis trésorier principal honoraire (1971-1978). 
De 1944 à 1947, il est permanent de l'Union départementale CGT de la Seine, en service détaché et payé par le syndicat. Secrétaire général de la Fédération des Finances Force ouvrière en 1952 et 1953 il devient secrétaire général de la Fédération générale des fonctionnaires - Force ouvrière (FGF FO) de 1953 à 1973. 
De 1954 à 1977, il est trésorier de la confédération Force ouvrière
Administrateur de la Société générale (1951-1980), membre de la Commission des comptes et des budgets économiques de la nation (1959-1971), membre du Conseil économique et social représentant les organisations syndicales CGT-FO (1959-1974), membre du conseil d'administration de l'Ecole nationale d'administration (1964-1971), de l’Erap (1969-1982), il est nommé en juin 1971 conseiller d'Etat en service extraordinaire (1971-1975).
Il est mort le 12 mai 2002 à Sartrouville (Yvelines).